# 巨乳シリーズ
『巨乳シリーズ』（きょにゅうシリーズ）は、Waffleより発売された18禁アダルトゲームのシリーズである。
本シリーズは、巨乳を活かしたHシーンと、サクセスストーリーを特徴としている。

## 作品一覧
シリーズは6作品が発売されているが、その他にセットパッケージやDVD-PGなどの移植版がある。下表にて発売日順に示す。
※なお以下の説明では、作品タイトルの表記に、下表の右端列にある省略記法を必要に応じて用いる。
| 発売日             | タイトル                                                | 概要 | 省略記法    |
| ------------------ | ------------------------------------------------------- | --- | ----------- |
| 2009年 3月26日     | 巨乳ファンタジー                                        | 騎士学校で落ちこぼれて辺境へと左遷させられた主人公リュートが出世していく成功物語。2010年8月5日にはDVD-PG版がアイチェリーより、2012年3月30日にはBlu-ray PG版『巨乳ファンタジー 〜あそBD〜』があそべる！BD-GAMEより発売された。また「にじよめ」にてスマートフォン用ソーシャルゲームが配信されている | 1           |
| 2010年 9月24日     | 巨乳魔女                                                | 21世紀の現代日本を舞台に、大富豪の屋敷で働く主人公が魔女から契約を持ちかけられ、次第に家の秘密に触れていく。2011年4月14日にはDVD-PG版がアイチェリーより発売された。 | 魔女        |
| 2011年 2月25日     | 巨乳ファンタジー外伝                                    | 『1』の2年後の世界を舞台とした続編で、ハーレムルート後のリュートの活躍が描かれている。2011年9月29日にはDVD-PG版がアイチェリーより発売された。 | 外伝        |
| 2011年 12月16日    | 巨乳ファンタジー+外伝 Wパッケージ                       | 『1』と『外伝』のセットパッケージで、『2』制作発表に合わせて1000本限定で発売された。『1』は1280×720のワイド画面対応・Windows 7対応バージョン『巨乳ファンタジーHD』となって収録。 |             |
| 2012年 5月25日     | 巨乳ファンタジー2                                       | 『1』の150年前の世界を舞台とし、田舎へ左遷された落ちこぼれの主人公ルインが次第に出世して活躍する物語。2013年4月25日にはDVD-PG版・Blu-ray Game版がアイチェリーより発売された。 | 2           |
| 2013年 10月25日    | 巨乳ファンタジー外伝2                                   | 『外伝』の5年後の世界が舞台となる、リュートの物語の完結編。記憶喪失の男「マスク」が主人公。 | 外伝2       |
| 2014年 10月31日    | 巨乳ファンタジー2if                                     | 『2』のノベライズ版を元に制作。ストーリーを根本から作り直し、新しいキャラクターやシーンが盛り込まれている。 | 2if         |
| 2015年 12月11日    | 巨乳ファンタジー3                                       | これまでの作品とは世界観を一新した作品 。2017年7月7日には破格版の発売とAndroid版の配信が行われた。 | 3           |
| 2016年 9月23日     | 巨乳ファンタジー外伝2 after -オスタシアの野望-          | 『外伝2』の3年後の世界を舞台とする作品。 | 外伝2 after |
| 2017年 11月24日    | 巨乳ファンタジー3 if                                    | 『3』の世界観を再構築した作品。 | 3 if        |
| 2018年 5月25日     | 巨乳ファンタジー3 if -アルテミスの矢・メデューサの願い- | 『3 if』のファンディスクで、アテナルートの後日談を基にした「アルテミスの矢」と「メデューサの願い」の2シナリオを収録している。 | 『3 if FD』 |
| 2019年12月20日     | 巨乳ファンタジー 10th anniversary BOX                   | 『1』～『3ifFD』までの14作品（デジタルノベライズ版含む）および、短編ゲーム3作、漫画版『外伝2 after』、小説版『2if』を収録したメモリアルセット。完全受注生産。 |             |
| 2021年 5月28日     | 巨乳ファンタジー4 -修道士アストル-                      | 『外伝2after』でも登場していた「東方十字教」を国教とする東欧の国「リトヴィア王国」を舞台とした物語。また、『3if』の世界観に連なっており、同作の主人公ユリナスが間接的に登場している。 | 4           |
| 2025年 2月28日発売 | 巨乳ファンタジー5 〜王子リーン〜                        | 『1』から『4』までの作品群とは異なる世界を舞台とする予定。 | 5           |

物語内の時間軸は、『1』を原点として、『3』『3if』（古代ローマ（1400年前））→『4』（400年前）→『2』『2if』（150年前）→『1』→『外伝』（2年後）→『外伝2』（7年後）→『外伝2 after』（10年後）→『魔女』（現代（400年後））となっている。

## 概要

### シリーズ全体
シリーズ全作品の企画・シナリオを、「巨乳フェチ」として有名な鏡裕之が担当している。作中のファンタジー世界をリアルに描くために、城での城主や家令の生活などを多数の西洋史の専門書で下調べを行い、背景CGの参考資料も膨大に準備している。
シリーズ第1作となる『巨乳ファンタジー』はもともと凌辱ものとして企画されていた。これに対し、鏡はヒロインの尊厳を貶めるような内容は巨乳ファンにとっては受け入れられないことと、将来ファンタジーがブームになるという理由から、巨乳とファンタジーを組み合わせた内容を提案し、現在の形となった。
登場する巨乳ヒロインたちには実在のバストモデルが設定されており、そのほとんどが海外の巨乳モデルである。これはバストモデルとバストの形を決めておかないと、Hシーンを書いている時に鏡自身が麻痺してしまうためという。鏡は2020年のBugBugとのインタビューの中で、同人誌の存在から陥没乳首のニーズを把握し、作品には必ず一人は陥没乳首のキャラクターを入れるようにしているとも話している。また、本シリーズにおいて、母乳（および射乳）は母性と絶頂の象徴として扱われている。その一方で、鏡はあくまでも巨乳・爆乳を主題としており、「多くの人が楽しめる」という前提から逸れてしまうという理由から、奇乳（人間離れした大きさの乳房）のヒロインは登場させないとしているほか、古代から近世の日本の衣装には魅力を感じないという理由から、和風の世界観を持った作品を作るつもりはないと2020年のBugBugとのインタビューの中で話している。
本シリーズは、主人公以外にも多数の男性キャラクターが登場していることも特徴の一つである。鏡は2020年のBugBugとのインタビューの中で、ヒロインと同じぐらい男性キャラクターにも気を使っていると話している。例えばシナリオ執筆後のブラッシュアップの際には、ヒロインだけでなく、男性キャラクターのセリフもチェックし、各キャラクターの整合性や個別化の確認が行われている。
鏡は、ヒロインよりも男性キャラクターの造形が難しいと前述のインタビューの中で話しており、ヒロインはキャラクターの性格の落差の作り方や感情の変化などをつかめていればうまく書けるが、男性キャラクターはそれだけでは不十分であり、立場や人柄、主義主張や願望などの理解が必要だろうと述べている。それはモブキャラクターにおいても例外ではなく、鏡はモブキャラクターにも明確なイメージがあることで世界観が安っぽくならずに済むと話している。
シリーズにおいては「特徴的な外見の間抜けな暗殺者」というコメディリリーフが登場しており、2019年に発売された『巨乳ファンタジー 10th anniversary BOX』では、彼らを主人公とした短編作品「暗殺者ファンタジー」が収録されている。

### 巨乳ファンタジー2
物語の時間軸は『1』の150年前で、『1』の世界観へつながる物語となっている。鏡によれば、『外伝』の制作時には既にWaffle社長から『2』の話が来ており、ユーザーからの『魔女』の反応も見て、「中世ファンタジーで行こう」と両者でコンセンサスができていた。開発は2011年4月から本格的に始まった。『魔女』発売後の反応からユーザーが「サクセスの爽快感」を求めていることが判明したため、『2』では「魔族と人間が共存する世界で主人公がどうやって痛快に出世していくか」というテーマが打ち立てられた。作品の見所としては「文官の主人公がどうやって出世していくか」「魅力的な男性キャラクターたち」の2点を挙げている。

### 巨乳ファンタジー2if
ノベライズ版を元に『2』をリメイクした作品。2名の新規ヒロインやサブキャラクターが追加されている。既存のキャラクター設定やストーリー内容も変更され、主人公・ルインが『2』では落ちこぼれの最下位だったが、『2if』では弁論の才能だけはトップで、鋭い弁舌で困難を切り抜けていく展開となっている。また『2』のCGに加えて、同等の数のCGを新たに描き下ろしている。

### 巨乳ファンタジー3
既存の主人公とは異なる世界観を楽しんでもらいたいという思いから、世界観が一新された。
古代ローマを思わせる世界観をしている 。
主人公のユリナスは、『3』において神様らしさを出すため、コミカルながらも傍若無人な人物として描かれた。

### 巨乳ファンタジー3if
『巨乳ファンタジー3』のノベライズ版の設定を基にしつつも、それらとはまた別の作品として制作された。
『3if』は当初、『3』とつながりのある「外伝」という形が考えられたが、既に発売されていたノベライズ版『3』がその後の展開を思わせる結末を迎えていたため、ノベライズ版の設定を生かすために『if』という形がとられた。また、メッセージ性を欠いた『3』の反省から、「今自分たちはどん底の人生を歩んでいるが、その中でもユリナスのように楽しみを見つけよう」というメッセージを蛇との2つの物語に反映した。
新キャラクターとしてウェヌスとアテナが登場するほか、キャラクターは全員『3』とは異なる設定である。たとえば、『3』の主役・ユリナスは神様らしさを出しすぎてしまったため、『3if』では弱体化が図られた。さらに、『3』のサブキャラクターであるデストラは、ユーザーの人気を受け、『3if』ではユリナスの供物という形でメインヒロインに昇格した。
ディレクターの姫ノ宮レイは、女神ヒロインや天界の荘厳さや神々しさを出すのに苦労したとGame Headlineとのインタビューの中で振り返っている。

### 巨乳ファンタジー3 if -アルテミスの矢・メデューサの願い-
『巨乳ファンタジー3if』のファンディスクである『巨乳ファンタジー3 if -アルテミスの矢・メデューサの願い-』は、アテナルートの後日談を基にした2つのストーリーが収録されている。
このうち「メデューサの願い」は、「もしアテナルートにメデューサが関与していたら」というifストーリーであり、前作『巨乳ファンタジー3 if』で人気の高かったメデューサがメインヒロインに据えられている。

## ストーリー

### 巨乳ファンタジー2（ストーリー）
人間と魔族が共存するヒルズランド王国。名門の王立修道院で落ちこぼれてしまったルイン・ディミディウムは、辺境の地・ボインバラの守備隊長として事実上左遷させられてしまう。部下の魔族は全く言う事を聞いてくれず、城主からは街を襲う盗賊を捕らえなければクビと脅され、ルインの困難な生活が始まる。

### 巨乳ファンタジー2if（ストーリー）
ヒルズランド王国の王立修道院で「破滅男」と呼ばれたルイン・ディミディウムは、書・詩作・魔術では最下位だが弁論だけはトップの成績で卒業。しかしドブランド州の田舎・ボインバラの守備隊長として左遷させられてしまう。金貸しを襲撃するオークの一味「ドラムス」を退治する命令を城主から受けるものの、部下の魔族は彼を隊長として認めてくれず、仕方なくルインは一人で調査を始める。

### 巨乳ファンタジー3（ストーリー）
冥界に住む「パイズリの神」ユリナスは、奇妙な岩に触れたことにより、人間界のロマニア帝国にある森に飛ばされた上、そこに生えていた一本の木の中に閉じ込められる。脱出するためには人間たちに神像を作らせて信仰を得る必要があるが、悩んでいたところを通りかかった乳族によって悪魔と誤認されて退治されそうになった。なんとか彼らを困らせるメデューサを退治すると約束し、神像を作ってもらい脱出した。

### 巨乳ファンタジー3 if（ストーリー）
奴隷・パイアがメデューサの聖域に足を踏み入れた結果、頭髪と下半身が蛇になるという呪いを受け、円形闘技場にいた警備兵や剣闘士を石にしてしまうという事件が発生した。
都市の支配者たちの対抗策もむなしく事態は悪化するばかりであり、聖十字教徒たちからは享楽をむさぼった帝国への神罰だという声があがっていた。困り果てた都市参事会員が占い師のゾーエに占ってもらったところ、メデューサの親友であるユリナスという無名の神を召喚せよというお告げが出たため、街で評判の巨乳娘デストラとエスケルダの協力のもと、ユリナスを召喚した。ユリナスはパイアが先輩奴隷から聖域侵入を強制されたことを知り、メデューサの呪いに終止符を打った。
ユリナスは褒美としてデストラとエスケルダから生まれて初めてのパイズリを受け、幸せをかみしめるが、冥界への帰還の時が近づいていた。

### 巨乳ファンタジー3 if -アルテミスの矢・メデューサの願い-（ストーリー）
アルテミスの矢
ユリナシアの民を守るため石になったユリナスは、アテナのパイズリにより復活し、アテナと結ばれる。さらに、彼の復活を知ったアジュラとも結ばれ、3人で一緒に天界で生活することとなった。だが、エリュシオンから戻ってきた狩猟と貞潔の女神・アルテミスは3人のみだらな生活を目の当たりにし、ショックを受ける。ユピテルへ抗議したものの受け入れてもらえなかったアルテミスは、自らの持つ弓矢の力を行使するのであった。

メデューサの願い
ユリナスがユリナシアの民を守るため石になったことを知ったメデューサは、毎日のようにユリナスの石像のもとへ足を運んでは悲しみに暮れていた。ある日、人間の娘たちが石像に抱き着いたとき石像が勃起していることが判明し、アテナら巨乳の女神らによるパイズリ作戦が開始された。貧乳故力になれず歯がゆく思っていたメデューサは、「巨乳化の種」を飲んだ。

## 登場人物（2・2if）
（『2』出典： / 『2if』出典：）

### 主人公（2・2if）
ルイン・ディミディウム
主人公。ヒルズランド王国の王立修道院へ地方特別枠で推薦入学するも、女性の胸への偏愛と落ちこぼれぶりゆえに周囲から蔑まれ、辺境の地・ボインバラへ事実上左遷させられてしまう。のんびり楽観的な性格をしている。くしゃみをすると強い突風を起こして周囲の物を吹き飛ばしてしまう性質を持つ。なお「ルイン」の名はヒルズランドの言葉で「破滅」、「ディミディウム」はラテン語で「半分」を意味する。
ボインバラで守備隊長となったが、戦闘経験が無くひ弱なため部下の魔族たちに言うことを聞いてもらえず、城主のカンピンには盗賊のドラムス一味を捕らえなければクビだと告げられ頭を悩ませることとなるが、思いがけない偶然からドラムスを生け捕ることに成功し部下の信頼を勝ち取る。その後ボインバラでの事件を解決に導いた件を聞きつけたシャハルがその素養に目をつけたことから、ルインの運命は大きく動き始める。
小説版でも全科目最下位の落ちこぼれであったが、卒業試験で解答項目のズレが無ければ3位になれる程の成績を出している。
『2if』では全科目最下位の落ちこぼれではなく、書・詩作・魔術では最下位だが弁論だけはトップで、ゼミナリオの全科目首席を阻止した設定となっている。

### ヒロイン（2・2if）
ゼビア
声：有賀桃
ダークエルフの女剣士で、ボインバラを襲う盗賊・ドラムス一味の用心棒をしている。彼女が用心棒を務める間は、盗賊たちは女子供を襲わない約束になっている。非常に腕の立つ剣士で、他のドラムス一味が逃げに徹している中自身は城の防衛隊を蹴散らして撤退に追い込むほど。
最初に囚われた際にス・カンビンとス・ポンポン親子に拘束され強姦されそうになるもルインが来客を連れてきたことで免れる。しかしその直後無防備なところをルインに犯されてしまい処女を散らす。しかしその事自体は満更でもなかったらしく、後にルインに復讐しようとボインバラ城に忍び込むも気が変わり今度は自分の意志でルインと体を重ねる。その後はすっかりルインに惚れ込んでしまいドラムス捕縛のために協力。以後はルインの側近となる。
当初は一匹狼の戦士然とした態度だったが、ルインに付き従うようになってからは本来の性格である照れ屋かつ夢想家の面を出すようになった。
シャハル
声：和葉
辺境を支配する大貴族のサキュバスで、サキュバラ城の城主。ガラハット2世が子どもの頃からの知り合いで、戦争で何度も窮地を救った功績から広い領地や人事権を与えられている。軍略にも秀でており、イシュヴァン1世も20年前に敗北を喫して以降シャハルとの直接の交戦は避けるように動いていた。
非常に長い時を生き続けているようで、非常に老獪かつ底の見えない性格をしている。サキュバスらしく妖艶な魅力を持ち、人をからかう話し方が多い。一方で心を開いた相手に対してはお茶目な一面を見せることも。
ハイネスにもゼミナリオにも大して期待しておらず、次期国王候補として有力な人材を探していたが、ボインバラでの事件を解決に導いたルインに目をつけ空席になったモルグレーの長官として招聘。人間と魔族の対立で緊張が高まるモルグレーの問題を解決できるかを試し、見事解決に導いたことでルインを自身の推薦侯として立てる。
前述の通り第一作のヒロインであるシャムシェルの母で、外見はシャムシェルをそのまま大人にしたかのような姿。
『巨乳ファンタジー』小説版ではルインの死後魔族への風当たりが強くなったヒルズランドから娘を逃したあと自身も脱し、オスタシア某所にある洞窟に移住している。生き別れたシャムシェルとも再会を果たしている。またグラディスと互角以上の戦いを演じるほどの剣の腕も見せつけた。
エリュシア
声：沢代りず
シャハルに仕えるエルフの剣士。エルフ国王家の生まれで気位が高く潔癖。騎士として高い能力を持ち、凜々しく戦う姿は周囲を魅了する。
当初はモルグレーに招聘されたルインとシャハルの連絡役として活動し、ルインが正式にシャハルの推薦侯として指名されたあとはその護衛役として王都に向かう。
その潔癖さ故ダークエルフのゼビアやスケベな性格のルインもあまり快く思っていなかったが、言葉の端々から感じる器の大きさから次第にルインが王に相応しい人物であることを察してゆく。
ナディーヌ
声：御苑生メイ
ヒルズランド王国の王妃。高貴な気品と優しい雰囲気の女性。前の王妃が物語の数年前に亡くなり、1年前に王と再婚した。政治権力は無いが、それとなく国王にお願いするなど影響力を持っている。ガラハットを愛しているがドワーフの呪いによって王が女性に触れることすらできなくなってしまったことで、表には出さずとも欲求不満になってしまっている。
ルインとは修道院卒業直後に邂逅。不審者と間違われて連行されていたルインに対し詩を詠むよう命じ、咄嗟に帰ってきた答えから才気を感じ取ったことで自ら衛兵に命じてルインを解放させた。
その後シャハルの推薦侯として凱旋したルインと王宮で再会。その物怖じしない態度や堂々とした物言いに次第に惹かれてゆく。
小説版と『2if』では王妃ではなく王の妹となっており、次期国王の妻となることがほぼ約束されている。
ローレリア
声：花南
人魚族の長・ルサルカの娘。純真無垢で人を疑わない。通常は年頃になると人魚族は脚が生えるが、彼女はまだ生えておらずそれが悩みのタネだったが、モルグレーでルインと出会い成り行きでパイズリをしてしまった結果念願の「脚」を手に入れ、ルサルカがルインと和解するきっかけを作る。
その後は王都でナディーヌの侍女として仕えており、推薦侯として王都に凱旋したルインと王宮で仲を深めてゆく。
外伝2に登場したヒロインであるロザリンは彼女の子孫にあたる。
ソブリナ
声：ももぞの薫
『2if』の追加ヒロイン。ドブランド州の州都・バスティントンの城で、長官のヌロンスキーに仕える女家令。仕事に適当な長官を補って働く優秀な家令だが、規則にうるさく融通が利かない。
当初は長官補佐として赴任したルインのことも快く思っておらず度々キツい態度で接するも、キュクロプスの襲撃と緊急事態への対処、司祭らの懐柔までの手際の良さを見せつけられその政治手腕に関しては認めるようになる。
実は夫を早くに亡くし子供も死産しており、今も母乳が出てしまう体質。そのため妻の母乳の出が悪い事を衛兵から相談され度々助けているが、ある日から全く出なくなり困っていたところでゼビアからルインが乳揉み族の最後の生き残りだということを聞かされマッサージを依頼。その巧みな手さばきで再び母乳が出るようになるが、同時に長らく溜まっていた欲求不満が抑えられなくなり、ルインとの逢瀬を重ねるうちにすっかり惚れ込んでしまう。
メッセリア
声：蕪木徹子
『2if』の追加ヒロイン。王都で大人気の踊り子で、莫大な料金が必要なため彼女の踊りは相応の金持ちしか観ることはできない。また彼女も含め踊り子は身分証を与えられて法的に身分を保証されているためたとえ城主格の人間であろうと迂闊に彼女の身に手を出すことはできない。
　陽気で気まぐれな性格だがただの踊り子に過ぎない自身の身の上に半ば諦観したような想いを抱いている。
　ルインとはス親子に招聘されてボインバラに巡業に来たところで知り合う。ス親子にセクハラされそうになるも撥ねつけて立ち去り、その際ルインに町の外に逃がしてもらった。
　物語中盤、ドブランド州長官補佐に任じられたルインとバスティントンの街で再会。踊り子の身分証を荷物ごと盗まれ、衛兵に娼婦と勘違いされて捕えられそうになっていたところをルインの取りなしによって救われ、バスティントン滞在中に交流を重ねるうちに次第に想いを寄せるようになってゆく。

### サブキャラクター（2・2if）
ガラハット2世
声：山本兼平(2) / 胸肩腎(2if)
ヒルズランド王国の国王で、首都グランベリーにある王城に住む。王らしく威厳ある性格だが、一旦怒ると周りが見えなくなってしまうほどの激情家でもある。その性格が災いしある事件において無実のドワーフを処刑してしまった過去があり、その際にかけられた呪いにより余命は1年ほどしかなく、次の国王候補を選ぼうとしている。
ドワーフの呪いによって女性の体に触れると死んでしまうため、再婚したナディーヌとは子供を持つことはおろか触れ合うことすら出来ておらず、そのことに対して負い目を感じており、推薦侯となったルインがナディーヌと肉体関係を持ってしまったことに関しては「ルインならばよい」と受け入れる姿勢を見せた。
実は15年前にルインの出身の一族である乳揉み族を冤罪で皆殺しにしてしまった過去があり、その事を今でも深く後悔すると同時に生き延びた乳揉み族に復讐されるのではないかと恐れている。
そのためルインがその一族の生き残りである事を暴露された際はルインからの復讐を恐れて狼狽してしまい、その隙をハイネスとアルヒーフに付け込まれてしまう。
ゼミナリオ
声：竹田彬夫
ルインと修道院の同期。首席で卒業し、将来の国王候補と目されている。卒業後は次期国王候補として推薦侯に選ばれ、エルフェンバインの補佐として王宮に仕える。経歴通りの教養深さを持つがプライドが高くルインのことを軽蔑している。またやや小心であり、想定外のことが起きると取り乱してしまうが、ハイネスの奇行に病気だと呆れ、ルインを殺せと強要された際は躊躇するなど、基本的には良くも悪くも常識人である。
落ちこぼれから自身と対等の推薦侯にまで上り詰めたルインに対しては敵対心を向けるも、ハイネスとは異なりライバル意識に近いものからきている。ルインが自身の起草した魔族救済法案を持ってきたときもハイネスと違って頭ごなしに否定はせず、冷静に政策の実務上の問題点を指摘するなど理性的な対応に出ていた。
ハイネス
声：友野康晴(2) / 島眞閑(2if)
ルインと修道院の同期の青年。ヒルズランド王国の王位継承の第一候補。外見は爽やかだが、王位に対して異常なほど執着する野心家であり、自身が王位を継承するために様々な裏工作を行う。しかしそれらの性格は周囲にはほぼ見抜かれており、父親であるガラハットも期待していない。
また魔族のことは見下しており、人間こそが優等種だとする選民思想を持つ一方、ダークエルフのゼビアに対して歪んだ好意を抱いており我が物にしようと執念を燃やす。
当初はルインのことを歯牙にもかけていなかったものの、次第に頭角を現してきたことで目障りになりアルヒーフと結託して妨害工作を働くが、一向に成果が出ないどころか次第に次期国王候補としての底の浅さが露呈してきてしまい焦りを募らせる。 推薦侯としての最終試験である模擬戦で醜態を晒し自身の王位が絶望的になったことでついに暴走。アルヒーフの事前工作によりガラハッド2世が激しく狼狽し自身を王位に指名すると口走ったのを口実に、クーデターを決行する。
『2if』では基本的に野心家であることは変わらないが、ルインを徹底的に見下していた『2』と異なり警戒しつつもその能力は認めている。最終的には『2』時代とは逆に大きな挫折を味わったことで自身の限界を悟って吹っ切れ、王位を目指すルインの背中を見送る。
アルヒーフ
声：越雪光
聖十字教会大司教で、王立修道院で学生たちの指導もしている。次の王としてハイネスを推し、人間が魔族を支配することを狙っている。
実際のところすでにハイネスの底の浅さには感づいており、一方で怒涛の勢いで功績を上げてゆくルインの才覚に気づき危機感を募らせてゆく。
ルインがモルグレーに赴任した頃から妨害工作が激化し始め、一度は国王の不興を買うように仕向けて左遷に追い込むが、自身の手落ちからハイネスの命を危険に晒してしまい、それを救うという形でルインに復帰のチャンスを与えてしまう。
ハイネスの国王への道がどんどん遠のいてゆく中、グウィンドリンがもたらしたルインに関する出生の秘密をガラハッド2世に暴露して動揺させ、一時とはいえハイネスを後継者にすると口走らせることに成功する。
『2if』ではハイネスの差し金でヘマをしてしまったルインに激昂して左遷を通告した。ハイネスが国王に就任した時の下地作りとして、各所の聖十字教会に重い入信者のノルマを押し付けており、それが魔族と人間の軋轢を引き起こしている。
エルフェンバイン
声：小次狼
ヒルズランド王国の宰相。かつてガラハットと国王の座を争ったが敗れ、宰相となった。ハイネスの野心家としての危険性を理解しており、対抗馬としてゼミナリオを次の国王に推している。しかしその真意はハイネスが次期国王になるのを阻止するための当て馬であり、もっと有能なものが国王の座に就くのならそれも良しと考えている。
『2』でルインをボインバラに左遷させたのは彼である。
当初はルインの成績の件もあり軽蔑した態度をとっていたものの、モルグレーでルインが成功を収めたのを見て自身が推薦侯とするゼミナリオの強力な対抗馬になるだろうことを予期。ハイネス陣営とは別に妨害工作を行うも、送り込んだ刺客が失敗したのを見て妨害は切り上げ、ルインの去就を静観することにした。
ス・カンピン
声：でーさん(2) / 後野祭(2if)
ボインバラ城の城主。息子のス・ポンポンや盗賊であるドラムスと共謀し、町の金貸しを襲わせその金品を秘密裏に受け取っている。名前を「素寒貧」と間違われると「スのあとは区切れ！」と怒鳴り散らしているが、本人に人望が無いので城兵からも「素寒貧」と呼び捨てられている。
やってきたルインを守備隊長に任命するが、ルインを王都から自身の不正を探るために送り込まれた密偵だと勘違いし、ドラムス一味を捕縛させるというマッチポンプでルインを失脚させようとするも失敗。ドラムスを本当に捕縛されてしまい、更には城の守備兵からの信頼を勝ち取られてルイン本人に直接手出しができなくなってしまう。
裏から手を回してドラムスを脱出させたあとはドラムスとの共謀の罪を擦り付けてルインを捕縛しようとするも、事前にゼビアから情報を得ていたルインに逆手に取られドラムスともども逮捕された。
ス・ポンポン
声：永倉仁八
ス・カンピンのどら息子の家令で、ルインに対しては偉ぶっている。周囲からよく「スッポンポン」と呼ばれ、「スのあとは区切れ！」と怒っている。
父親に従って暗躍するもドラムス一味との共謀が明るみに出て捕縛された。
ドラムス
声：小次狼
ボインバラを襲うオークの盗賊集団の頭。オークとしては頭が良く文字の読み書きができる。また他のオーク族と違い吻が長く牙の生えた猪のような外見をしている。一味は10人ほどで、守備隊の裏をかくなどなかなか捕まらずにいる。実はス親子と共謀しており、奪った金や財宝を対価に襲う家の構造や守備隊の情報を流してもらっている。
自身を捉えようとのこのこやってきたルインを捕らえて監禁するが、初めて見たワサビを毒草と勘違いしルインに毒味させるという拷問をしようとしたことでルインの大くしゃみを食らってしまい昏倒。そのまま1度は逮捕される。
ス親子の手引で脱獄したあとはルインに復讐をすべくス親子の策に乗り、偽りの自白でルインに罪を着せようとするもゼビアから事前に情報を得ていたルインに逆手に取られ、逆に鎌をかけられたことでス親子に騙されたと思い込み、事件のすべてを白状した。
アーウィン
声：片岡一郎
モルグレー城の家令。州長官としてやって来たルインを迎えるが、その軽薄かつ呑気な態度から快く思っていない。一方で高利貸しが利権を独占し魔族を不当に虐げているモルグレーの現状を憂いる気持ちは本物であり、その現状を打破してくれる有能な人物が赴任してくるのを待ち望んでもいる。
ルインがルサルカと親交を結び、デブリンらと真っ向から激突する姿勢を見せ始めたことで初めて本音を吐露。ルインが現状の打開だけでなく数十年後のモルグレーの未来も見据えて冷静に対応している様子を見たことで見方を改め、敬意を払って接するようになる。
バガムス
声：どぶ六郎
ドラムスの双子の弟。モルグレーを襲う盗賊。欲望の為に人を襲うドラムスと異なり、高利貸しによって追い詰められた魔族の為に戦う義賊のような精神を持つ。ドラムスと違って牙は短く折れ、左目に傷が入っている。
一応悪党ではあったがドラムスに対しては兄弟としての情があったらしく、兄を討ったルインがモルグレー城主として赴任していることをアルヒーフからリークされた事で復讐を企て、ルインをおびき出すためにモルグレーの有力者らの子息を誘拐する事件を起こす。
しかしルインを慕ってモルグレーまでやってきたボインバラの守備兵らが加勢したことで形勢が逆転し捕らえられる。その際の牢でのルインとの対話によりルインが真剣に魔族と人間の融和を目指していることを理解し、ルインが魔族救済法案を打ち出すためのきっかけを作った。
そのまま死刑を待つ身だったが、ルインがシャハルの推薦侯に取り立てられたのを期に恩赦され減刑された。
ルインが国王の不興を買い再びボインバラに左遷されたあと、アルヒーフの差し金でボインバラ城に護送される。再度仇を取ると息巻くなど素直でない態度を取りつつも、暗殺者からルインを救い、説得を受けそのままボインバラ城の守備隊長として就任した。
デブリン
声：江戸川大(2) / 西松和彦(2if)
モルグレーの高利貸し。でっぷりと太った品性下劣な男で、仮にも州長官であるはずのモルグレー城主への態度も勝手に部屋に上がり込んでくるなど、無礼極まりない。
魔族に対して詐欺まがいの悪質な貸付を行なっており、また地元の金貸しと結託して自分たちに有利な州令を押し通そうとするなどモルグレーにおける魔族と人間の対立の大きな原因となっている。また城兵に指示を送って人魚を襲撃させた首謀者でもある。
ルインのことはぼんくらと見下し、金と権力をちらつかせて自分たちの要求を飲ませようとするが突っ撥ねられる。自身と対決する姿勢を見せたルインに対し、城兵を金で買収して妨害させ失脚に追い込もうとするもボインバラの守備隊が応援に駆けつけたことで失敗。さらにはバガムスに誘拐された自身の子息を救出されたという実績も作られてしまい、ルインの打ち出した貸金業の公正化法案を呑まざるを得なくなる。
その後も往生際悪くルインに対して復讐を企て人間を吸い込む魂呼びの壺を持ち出すも、アルヒーフの手違いでハイネスを吸い込んでしまい騒動を引き起こす。その後はルインを殺害しようとした咎で処刑された。
『2if』でもほぼ同様の経緯でルインに屈したが逆にルインの出した魔族救済令で自身の商売も救われ、以後は改心して良好な関係を築くことに成功している。
ルサルカ
声：梶川翔平(2) / 本間かいな(2if)
人魚族の長でローレリアの父。モルグレーの港拡張工事に関して人間たちと対立している。
非常に頑固者かつ激情家で、人魚族がペンキを投げつけられる被害にあった際はわざわざモルグレー城まで怒鳴り込みに行った。一方で年頃になった娘に脚が生えないことを気に揉む父親としての姿も見せる。
当初は前述の通り人魚たちが暴行を受けた件で激昂しておりルインのことも信用していなかったものの、成り行きでローレリアの悩みを解決してしまった事をきっかけに信頼するようになり、モルグレーにおけるルインの大きな味方となった。
イシュヴァン1世
声：星一人
エルフ国王で、100歳を越える長老でもある。表向きは平和主義だが謀略家であり、またエルフの血統に対する非常に強いプライドから選民思想に傾倒しておりヒルズランドに対して国として優位に立とうと様々な策を弄する。
国益のために非情な命令すらも厭わず、エリュシアの命を救った恩人であるルインすらも抹殺させようとするが、エリュシアの身に命の危機が迫ったときはつい感情的になり心配そうな姿を見せるなど本質的には娘思いな面も覗かせる。
自身がけしかけたグウェンドリンを撃退し思惑を挫いたルインのことも強く警戒しているが一方でその才覚についても大いに認めており、最終的に(外交上で利を得るための思惑もあるとはいえ)実娘であるエリュシアをルインに嫁がせてもいいと考えてもいる。その際には恋愛事に不器用だった身の上を述懐しており、彼なりに娘の幸せを願っての行動だった事が判明する。
グウェンドリン公
声：大空蒼天(2) / 広野大地(2if)
イシュヴァン1世の弟。通称「醜翁公」と呼ばれている通りの魁偉な顔つきで、本人もその事をコンプレックスに感じている。
使者としてヒルズランドを訪れており、その卓越した外交手腕と弁舌はルインに「外交に徹すれば最強」と評されている。同時にエルフ国の王位を狙う野心家でもあり、「王位を得れば、粛清を繰り返す暴君となり、国が乱れるであろう」と強すぎる野心を警戒されている。また優れた魔術師でもありそれを生かした策謀にも長ける。
ハーレムルートではヒルズランド次期国王選定の様子見に王宮に訪れルイン達と接見するが、ルインの能力を即座に見抜きハイネスを国王に据えて御しやすくすべくアルヒーフに接触し、ルインの出生に関する秘密をアルヒーフに暴露した。
エルフ国ルートではイシュヴァン1世の指示で示威行動のためナインバラを襲撃するが、欲をかいてボインバラにまで侵攻したことでルインから手痛い反撃を喰らい、更には鹵獲された大砲で自身の座乗艦を撃沈される醜態を晒し命からがらエルフ国へと逃げ帰った。
ifではその陰謀家としての側面が更に強くなっており、ツェールギンに指示を送って失敗すらも織り込んだ十重二十重の計画を立て暗躍する。
ラルカン
声：ますおかゆうじ
エルフ国の兵士。イシュヴァン1世に忠実に仕える。またエリュシアの幼少からの教育係でもあり、剣術を彼女に教えたのも彼である。
ハーレムルートではエルフ国からの使節としてヒルズランドを訪れていた折、王宮でルインら3人の推薦侯と接見。「グウェンドリンは王に相応しいか」という直球の質問を投げかけ、ハイネス、ゼミナリオが答えに窮する中唯一臆することなくストレートに答えを返してきたルインの才覚を見出す。
エルフ国ルートではイシュヴァン1世の指示でエリュシアをエルフ国へと連れ戻すためヒルズランドを訪れる。ボインバラ城主のルインに対し冷たい態度を取るが、直後グウェンドリンの放った刺客から間一髪で逃げおおせてボインバラに引き返す羽目になり、そこで先ほどの冷たい態度にかかわらずルインが暖かく迎えてくれたことで見方を改め、敬意を払うようになる。
ルフェイ王子
声：門倉宗一
エルフ国の幼い第四王子。王位の跡目争いで兄たちがお互いに謀殺し合い、唯一の王子となる。
世間知らずなので王族として無自覚に傲慢な発言をしてしまうが、本来は純粋無垢で甘えん坊な性格であり、また敬意を払うべき人物にはそれ相応の態度で接する良心を持っている。
アスクル
声：藤田恵一
小説版・『2if』の追加キャラクター。ナインバラの城主。城が管理する人魚族の倉庫の金品が強奪される事件が起き、人魚族に弁償を迫られるも、言い逃ればかりで事件を解決しようとしない。
実はス親子とは裏で繋がっており、人魚族倉庫襲撃事件の際金庫の暗証番号をリークしてドラムス一味の手引をていた。
ス親子の件が明るみに出たため、自身にも追及の手が及ぶことを危惧しルインを始末するべくゼビアを雇って暗殺を狙うもゼビアがルイン側に寝返ったことで失敗。更にルインが打った芝居でボインバラ城におびき寄せられ、詰問された際に自ら口を滑らせて犯行を自白してしまう。
ヌロンスキー
声：咲久間匠
小説版・『2if』の追加キャラクター（小説版では「ドブランド州長官」とだけ表記）。ドブランド州長官で、ルインを王立修道院に推薦した人物でもある。ルインを推薦した理由を「書類が遠くまで飛んだから」と語るなど間延びした言動ととぼけたような態度をしているが、一方で修道院に入る前からルインの才覚を見抜いていたらしいことを述懐しており底の見えない怪人物。
実はアスクルがス親子と共謀していた事実を掴んでおり、二人が処刑された直後ローレリアを伴ってボインバラ城主となったルインを訪問し、人魚族倉庫の襲撃事件に関する捜査を任せる。
これを見事解決したルインの才覚に確信を深め、本格的にルインを推薦侯として推挙するための地盤固めの活動を開始。バスティントンで目下起こっていた事態を解決に導いた事をきっかけにシャハルへとルインを取り次いだ。
騒動終結後は空席になったモルグレー州長官の職を拝任している。
ツェールギン
声：夏村伊介
小説版・『2if』の追加キャラクター。青白い肌と鋭い目をしたエルフ。エルフ国の大使で、グウェンドリン公の右腕としてヒルズランドに送り込まれている。グウェンドリンに対しての忠誠心は強く、時には強い言葉で諌めることも厭わない。
冷静で狡猾な性格。その能力はシャハルやエルフェンバインも強い警戒を見せるほどで、さらに自身が不利と見るや否や即座に撤退して善後策を講じ、口を滑らせないように余計な舌戦も極力避ける抜け目のなさも見せ、ルインをして「手強い」と評させるほど。
エルフ国にいるグウェンドリンから指示を受けて工作員として活動し、様々なトラブルを引き起こしてエルフ国の宣戦布告の口実を作り出そうとするが、その度にルインの妨害に遭い失敗。
グランベリー宮殿での接見の際にルインに舌戦を挑むも押し返されその才覚を危惧し、グウェンドリンに強く警戒することを進言する。
ディエリ
声：柳井猿彦
『2if』の追加キャラクター。聖十字教会の司祭で、王立修道院で学生たちを指導している。落第生の意見は聞き耳を持たないほど頭が固い一方、アルヒーフの命令でルインがボインバラに左遷された時は同情するなど、完全な非情というわけではない。ルインが卒業したあとモルグレーの聖堂へ赴任するが、エルバにいいように使われ長官暗殺の片棒を担がされてしまう。
ザガト
声：仙台誠
ボインバラ城守備隊の狼族のリーダー格。『2』では「魔族兵A」の表記だが、小説版で名前が付けられて『2if』にも導入された。
当初はルインに対して舐めた態度を取っていたものの、ルインがドラムスを生け捕ることに成功したことを知るとその器を認め、以後は部下をまとめ上げてルインの事実上の親衛隊として活躍する。
ファン・ボルク
声：松風憲
『2if』の追加キャラクター。バスティントンの司教。敬虔な人物であり、反発やトラブルが続出しているにもかかわらず、アルヒーフの指示を守って魔族達に熱心に布教活動をしている。
ドブランド州長官補佐として赴任してきたルインと布教の方針と制限布教令を巡って激突するも、よりによってトラブルの火種になっていたキュクロプスが教会に侵入する事件が発生する。自身らがうろたえて何もできない中ルインだけが冷静に事態の対処に当たったことでルインらに大きな借りを作ってしまう。
その後、ルインの人柄を認めて非礼を侘び、考えを改めた。ルインの国王即位後はエルバがいなくなり空席となったモルグレー司教となった。
エルバ
声：後野祭
小説版・『2if』の追加キャラクター。モルグレーの司教で、モルグレーの長官3名を立て続けに暗殺した黒幕。デブリンと共謀し、聖十字教会を中心とした人間上位の環境を作ろうとしている。
バガムスに「ルインがドラムスを拷問して殺した」というデマを吹き込み殺させようとするが、バガムスが人質を盾にルインを誘き出して殺そうとしたため、単身乗り込んだルインにバガムスが説得されてしまい失敗。ついにルインに尻尾を掴まれてしまう。 最後は手柄を立てる事を目論んだハイネスによってモルグレーの守備隊に突き出されて捕らえられた。
キュクロプス
チャラカ峠に住み着いていた大柄な魔族で、赤い目の個体と青い目の個体の2匹が登場している。容貌魁偉な見た目通りの怪力を持つ一方、性格は温和で臆病なので危害を加えようとしなければ大人しい。甘いものが好物。
ドラムス一味がいなくなったあとの砦跡に住んでいて、通過しようとした人々を襲ったが、ルインたちと出会って意気投合したことで度々ルインたちの仲間として活躍する。
『2if』では赤い目の個体はルインが幼い頃友達だった子供の個体が成長したものだという設定が加わり、よりルインとの絆が強調された。

## 登場人物（3・if）

### 主人公
ユリナス
本作の主人公。冥界に住まうパイズリの神であり、卑猥な性質故人々からの信仰が薄く、神々の間での位は低く、冥界にある宮殿の出入りも許されていなかった。それでも、神としての権能を発揮できる他、かつて冥界にやってきた元剣闘士から剣技を教わっている。
ある日冥界の壁に出来た地上世界との通路に吸い込まれて地上に降臨したことからユリナスの物語が始まる。
地上に飛ばされた際に木と融合してしまい途方に暮れていたが、たまたま通りかかったパイアに自身の像を作ってもらい、僅かに神威が増した事で神通力を発揮し脱出することに成功。その礼としてパイアの呪いを解くが、代わりにその呪いを吸収してしまい以後は石化の魔眼を持つようになる。
神々は自ら名前を名乗ってはいけないというルールがあるため名前を名乗ることができず、発見者である乳族たちからは当初悪魔だと勘違いされたが、乳族の借金を肩代わりしてドロニウムで剣闘士として稼ぎ始めたことから次第に応援されるようになり、更に恩義を感じた乳族が積極的にユリナスの像を制作して広め始めたことや剣闘士として順調に勝ち抜き人気を博していったことが重なって一躍脚光を浴び、どんどん神威が増してゆく事となる。
『3if』ではメデューサの親友であり、彼女の聖域に足を踏み入れてしまったパイアをメデューサの呪いから救ったことにより、自らの神殿を得た。また、パイズリの神としての権能を発揮してミノタウロス族から男性器を奪う呪いをかける場面もある。

### ヒロイン
パイア
声：綾音まこ
乳族の娘。妊娠しなくても乳が出るという種族の特性から、度々誘拐されては娼婦にされた。
明るくけなげであり、照れ屋でもある。物語当初は彼女がメデューサの聖域を侵犯したために呪いを受け、目を合わせた者を石に変える半人半蛇の怪物へと姿を変えられてしまっていたが、降臨したユリナスの助けで無事呪いを解くことに成功する。
以後は救ってもらった恩義からユリナスの熱烈な信奉者となり、冥界へと帰還すべく地上を遍歴するユリナスの旅路に同行する。
『3if』ではユリナス降臨の前にすでにカネコネの下に奴隷として身売りされており、先輩の奴隷に強要されて屋敷の裏山にあるメデューサの聖域にキノコを取りに行かされた結果呪われてしまう。
その後周囲の物を無差別に石化させながらさまよい歩きカネコネが剣闘試合を開催している最中の闘技場に現れるが、闘技場の壁に融合する形で降臨してしまったユリナスに『3』と同様の経緯で救われる。
その後保身に走ったカネコネに暴行を加えられるが、それを目撃して激怒したユリナスを鎮めるべくダルメキスがパイアをユリナス神殿の巫女とする(＝奴隷から解放して自由民としての地位を与える)事を宣言したため、以後はユリナスに従って旅路に付き添うようになる。
アジュラ
声：琴吹司
属州ゲルニアにある都市ドロニウムの花形剣闘士である角族の女性。花形剣闘士の誇りを持っており、ユリナスに対しては上から目線で接する。男勝りで乱暴な態度が目立つが、料理を得意とする一面を持つ。蛮族出身の為ロマニアの市民権は持っていない。
当初は剣闘士としてカネコネに連れられてきたユリナスのことは歯牙にも掛けていなかったが、剣闘士四天王を倒したことで人気を集め神威を増したユリナスに敗北。その日の夜ユリナスに雪辱戦を挑むが再び敗北。以後はすっかりユリナスにべた惚れしてしまう。
『3if』では、ミノタウロス族ら魔族が信仰する戦いの女神として登場する。
ミノタウロス族に加勢して第13軍団を苦戦させるも彼らに加勢すること自体にはあまり乗り気でもなかったらしく、ミノタウロス族がユリナスの逆鱗に触れて呪われてしまい、呪いを解く条件として「神の力を借りない」事を約束させられたこともあり完全に見限って彼らの下を去る。
その後はミノタウロス族を下したユリナスに興味を持ち自ら会いにゆき、彼に伴われてドロニウムを観光。同じ神同士打ち解けてゆき、次第に恋心を抱くようになる。
その後ミノタウロス族とロマニアの和議が成立したことでユリナスと別れ神界へと帰還するがその時のことが忘れられず、ついに自ら冥界を訪れる。
ゾーエ
声：三角蛍
ロマニア人の占い師兼神官。以前はメルクリウスの神官をしていた。職業柄ロマニアの神々のことについても詳しく知性に満ちた人物だが、そそっかしい一面もある。実は陥没乳首で、そこが敏感な性感帯。
インフェリウスの随伴として第13軍団基地にやってくるが、コンプレックスの反動で荒んだ言動を繰り返す姿を見て占いを行い、ドロニウムにいたユリナスを見出す。
実は色魔に取り憑かれて抑えきれない情欲に苦しめられていたが神通力を発揮したユリナスに助けられ、ユリナスがミノタウロス族の討伐に成功した後は首都ロマニウムに立てられたユリナス神殿に神官として仕えるようになる。
『3if』ではフリーランスの占い師に設定が変更されており、メデューサの呪いの解決のため逗留先のルグディウムからドロニウムまで呼び寄せられた。
占いによりメデューサ自身ではなく、その怒りに触れて呪われた人間の引き起こした事態であることを看破。人間だけでは事態の収拾は困難であると判断し、無名故に召喚の難易度が低かったユリナスに目をつけ、デストラとエスケルダの両名を人身御供として捧げることで降臨させることに成功する。
コンスタンツィア
声:三十三七
ある貴族の後家。
気高さはあまりなく下々の者に対しても優しく接するが、いざ論戦となると毅然とした態度を見せる。また性技においても秀でており、パイズリを得意とする。
ゾンバルとは以前から懇意にしており、政治的なスタンスは親エクセリオン派である。またファルネリアとは親友でもある。
ロマニアを訪れたパイズリの神ユリナスの噂を聞きつけ興味をいだきお忍びで接触、私邸に招いて歓待する。
『4』のヒロインであるリーゼルは彼女の子孫に当たり、ユリナスの血を引くかは不明ながら『3if』本編の後に子を産んでいた事が判明している。
ファルネリア
声：渦井ゆきの
皇帝・セレブリスの養女である天使族の女性。
気高い性格で、価値のない相手には絶対に会おうとしない。貧乳であることに強いコンプレックスを抱いており、胸のことをからかわれると、気高い性格から一転して子供のように怒るほか、惚れた相手には母性的な態度を見せる。
年頃のためロマニア周辺の諸王国の王公の下に嫁ぐことが予定されているが、肝心の縁談は貧乳を理由に断られてばかりでそのことに悩む日々を送っていた。
コンスタンツィアとインフェリウスに連れられてユリナスに悩みを相談しに行き、神殿に多額の寄進を行ったことでユリナスの神威が最高潮に達し念願の巨乳を授けられる。
『3if』では魔族が信仰する氷の女神として登場し、自身の神殿をロマニア人に壊された怒りから人間界に殴り込み、さらには天界にまで侵攻し、ロマニアの神々を全滅寸前までに追いやった。『3if』でも、惚れた相手に母性的な態度をとる場面がある。
デストラ
声：榛名れん
ドロニウムの一般市民である令嬢。楽しいことが好きで、剣闘試合を見に来ることもある。
『3if』ではユリナス召喚の供物として登場し、ユリナスが問題を解決した後にパイズリをする。
エスケルダ
声：杉原茉莉
ドロニウムの一般市民である令嬢で、デストラとは友人同士。デストラより大人びた雰囲気を漂わせる。
『3if』ではユリナス召喚の供物として登場し、ユリナスが問題を解決した後にパイズリをする。

### サブキャラクター(3から登場)
カネコネ
ドロニウムの市参事会議員である金貸しで、元老院の議員になることを夢見ている。自前の剣闘士養成所を持つオーナーでもあり、度々剣闘試合も開催するなどドロニウムでは有名人だが、ユリナスからクネクネと名前を間違えて覚えられている。
実力主義のシビアな性格で新人剣闘士の死になんら関心を抱かない酷薄さを見せるが実力者には一定の敬意を払う義理堅さも併せ持つ。また実は懐の深い面もあり、前主人の虐待に耐えかねて逃走してきた逃亡奴隷のアジュラを保護して剣闘士養成所に迎えたのは彼である。

物語当初は乳族の村から借金を取り立てようと手下を送り込むが、ユリナスに追い返されて失敗。腹を立ててドロニウムに乗り込んできたユリナスの浮世離れした言動に興味を持ち、乳族からの借金の取り立てを猶予する代わりに剣闘士として働くことをユリナスに提案する。
見事人気剣闘士となり自身に莫大な富をもたらしたユリナスに期待を寄せるが、インフェリウスの招聘でゲルニアに向かうことを渋々承諾。
ユリナスがロマニア皇帝に即位した頃にはすっかり信奉者となっており、ドロニウムで祈りを捧げる姿が描かれた。
『3if』でも登場するが『3』とは対照的に粗暴で冷酷な悪人として描写されており、自身が買った奴隷のパイアが騒動に巻き込まれたことを知って保身に走り口止めをしようと脅迫するが、パイアに対する仕打ちを見かねたユリナスを激怒させてしまう。
最後は騒動の責任を取らされ市参事会から除籍処分を喰らい、更にはユリナスに対する暴言を吐いたのをドロニウム住民に聞き咎められて評判が失墜してしまった。
剣闘士四天王
カネコネがオーナーを務める剣闘士養成所に所属する4人の腕利き剣闘士。その実力はアジュラに次ぐほどで、虎視眈々と花形剣闘士の座を狙っている。
湾曲したシーカ刀と円形のパルムラ盾を持った巨漢のトラキア剣闘士が「トラクス」、ファキナスと投網を携えた長駆の投網剣闘士が「レティアリウス」、槍を携え左腕に小型のバックラーを装備した重装剣闘士が「ホプロマクス」、短めのグラディウスを持った小柄な追撃剣闘士が「セクトル」という名前。
当初はユリナスのことを馬鹿にしていたが、持ち前の剣技と神通力で試合を勝ち抜くユリナスに次第に強い対抗心を燃やすようになる。
トラクスがユリナスに挑戦して敗れたのを切っ掛けに他の四天王も次々とユリナスに挑戦するが敗北。
アジュラすら打ち破られたのを目の当たりにして実力の差を悟り、ゾーエがユリナスの正体を看破して以後は純粋な敬意からユリナスを信奉するようになる。
終盤アジュラに同行して首都ロマニウムにやってきた際ユリナス神殿への襲撃に遭遇。奇しくも同時期にやってきていた第13軍団の面々とともにユリナスに加勢する。
セレブリス
ロマニア帝国皇帝。
皇帝としてのプライドが高い傲岸不遜な人物で、神であるユリナスに対しても尊大な態度を取る。一方で家族思いな一面も覗かせ、ファルネリアの縁談がうまく行かないことに対して(国防上の問題もあるとはいえ)頭を悩ませたり、精神的に大きく成長したインフェリウスに笑みをこぼす姿も見せた。
老齢から引退を考えており、さしあたってはダルキア征服の功績があったエクセリオンを次期皇帝に据えるべく護民官職権を授与する。
当初こそエクセリオンが次期皇帝に相応しいと考えて即位を先延ばしにする皇帝資格法には反対の立場を取っていたものの、エクセリオンが自身の立場が不利になるにつれて余裕をなくしホルテンシオ殺害の暴挙に出たことで完全に失望。
事実上の次期皇帝とするべく共同統治者としてインフェリウスを指名しようとするが、それを読んでいたエクセリオンの差し金で毒殺されてしまう。
『3if』では物語開始時点で既に崩御しており、帝位はエクセリオンが継いでいる。
エクセリオン
声：佐藤タカ
セレブリスの実子にしてロマニア帝国執政官の一人である、金髪の美男子。セレブリスから護民官職権を与えられており、次期皇帝に目されている。有能だが権力志向の強い傲慢かつ尊大な性格。
インフェリウスに自身の立場を脅かされるのを警戒しており、様々な手段を用いて排除しようとする。だが、ユリナスの助力によりその目論見を悉く覆され、さらにはホルテンシオが提出した皇帝資格法可決が覆せなくなった事により完全に余裕を失い、ホルテンシオの暗殺による法案審議の打ち切りで時間を稼ぎ、その隙にセレブリスを殺害して帝位を簒奪する暴挙に出る。
その後は秘めていた凶暴性をむき出しにしてユリナスとインフェリウスを抹殺すべく親衛隊を差し向けるも剣闘士たちと第13軍団の面々の加勢で失敗に終わり、最後はユリナスとの一騎討ちに敗れ、自ら命を断つ。エンディングでは改心し冥界のファローンの元で仕えている様子が描かれた。
『3if』では既に皇帝として即位しており、自身の地位を脅かされるのを恐れてインフェリウスを属州ゲルニアの総督として遠ざけている。
ユリナスのことについては当初懐疑的な立場で、ユリナスがアテナのおっぱいビンタで吹っ飛ばされて地上に舞い戻った際にようやくその神威を認めるが、今度はインフェリウスがその神威を人気取りに利用するのではないかと危惧し、ユリナスがメデューサの聖域を経由して冥界に帰る際にドロニウムまでゾンバルを引き連れて同行する。
しかしそこでウテルス火山の大規模噴火に遭遇。火砕流の発生でドロニウムの滅亡が眼前まで迫る中ユリナスが命がけでドロニウム市民を守り、石となって落命したのを目の当たりにして改心。インフェリウスとも和解する。
インフェリウス
声：武田彬夫
セレブリスの実子にしてロマニア帝国執政官の一人で、エクセリオンの弟である銀髪の美男子。ロマニア皇帝になることに強い意欲を見せるが、兄と違って軍団を率いた経験がなく強力な後援がないため苦労しており、度々次期皇帝として有力視されている兄と比較され「無能な弟」のレッテルを貼られていることに強いコンプレックスを抱いている。
物語中盤、ミノタウロス族の襲撃を受ける第13軍団基地への増援として半ば厄介払い同然に派遣されるが、ゾーエの占いに従ってドロニウムからユリナスを招聘。その助力を得て見事ミノタウロス族を討伐し、第13軍団の面々からの支持を得ることにも成功。次期皇帝の栄誉へと大きく前進したことでユリナスの信奉者の一人となる。
ホルテンシオが皇帝資格法を起草した際には怒りを顕にして詰め寄るも、紆余曲折の末ユリナスに諭されその意図するところを理解。自らが皇帝資格法に賛同の意思を示すことでその心に応える潔さを見せた。
終盤兄エクセリオンによる帝位簒奪事件に巻き込まれ命を狙われるがユリナスに保護され、剣闘士らと第13軍団が加勢に駆けつけたことによって事なきを得る。
騒動終結後はホルテンシオの遺志を継ぎ、自身が30歳になるまでの間ユリナスを皇帝の座に即位させることを宣言する。その後はマティカらと共に皇帝資格法改め「ホルテンシオ法」を可決させた。
『3if』では兄が既に皇帝に即位しているため物語開始時点で既に属州ゲルニアの軍団総督として侵略者であるミノタウロス族との戦いに明け暮れており、第13軍団とも協力関係を築いている。
女神アジュラがミノタウロス族に加勢しているため苦戦しており、マティカの進言でユリナスを招聘することを決断。
当初はユリナスが神であることを信じられずにいたが、神の権能を発揮してミノタウロス族に拉致されたウィルトーを救出したことで見方を改め、敬意を払うようになった。
ウィルトー軍団長
ロマニア帝国第13軍団を率いる司令官。ミノタウロス族の襲撃に頭を抱えており、兵員の増派を求めて皇帝に陳情に向かうが冷たくあしらわれてしまう。
後に派遣されてきたインフェリウスに対しては彼の現状を無視した発言から冷めた態度を取っており、ゾーエの提案で招聘されたユリナスに対しても懐疑的な見方をしていたが、ユリナスとともに偵察に赴いた先でミノタウロス族の襲撃を受けた際に神通力を発揮して撃退する姿を見て考えを改める。
ユリナスの助けを得て無事ミノタウロス族の討伐に成功した後は麾下の軍団兵士らとともにユリナスの信奉者となった。
終盤インフェリウスからの資金援助を受け部下1000人とともにロマニウムへ招待された際、偶然エクセリオンのユリナス神殿への襲撃に遭遇する。神殿内に侵入していた親衛隊員を排除し、居合わせたアジュラたち剣闘士とともに戦いに加勢した。
ゲゼル
ロマニア帝国親衛隊長官の天使族。ファルネリアとは旧知の仲で、プライベートなときは敬語を使わずに話す。
理知的かつ穏やかな性格で、宮殿を訪れたユリナスに対し杓子定規な対応をする親衛隊員の抑えに回る一幕も。
金に任せて隊員達からの支持を取り付けようとするエクセリオンに対しては、不信感を抱いて距離を取っている。
終盤エクセリオンによる帝位簒奪を目の当たりにし、自身が親衛隊長官を罷免されたのを切っ掛けに命を狙われたインフェリウスとファルネリアを宮殿から連れ出し、ユリナス神殿へと逃げ込む。
ウルビヌス(親衛隊A表記)
ゲゼルと同期の親衛隊隊員。親エクセリオン派が多数を占める親衛隊の中でも一際エクセリオンに近く、また同期でありながら自分を差し置いて親衛隊長官の座にあるゲゼルに対しては激しい敵意を向けている。
物語終盤、皇帝資格法の成立を阻止すべくエクセリオンの命を受けてホルテンシオを殺害。
エクセリオンによる帝位簒奪の際、罷免されたゲゼルの後任として親衛隊長官に任命され、インフェリウスとゲゼルの殺害の指示を受けて麾下の親衛隊員を差し向けるが、剣闘士たちと第13軍団の加勢によって失敗。
最後はユリナスが宮殿に乗り込んできたことで進退窮まったエクセリオンがユリナスに殺される前にと自らの手で殺した。
ゾンバル
元老院の中でも高い地位と実力を持っている議員。インフェリウスに関しては鬱屈したコンプレックスや自己評価の低さを見抜いており、軍団指揮経験があり自信とプライドに満ち溢れたエクセリオンこそ皇帝に相応しいと考えている。
エクセリオンを次期皇帝へと推す派閥の急先鋒であり、対立派閥のリーダーであるマティカや皇帝資格法を議会に提出しようとするホルテンシオとは対立している。
当初はホルテンシオの皇帝資格法の成立をエクセリオンの皇帝就任を阻止するためのものと考え妨害のために動いていたが、後にエクセリオンが本性を表しセレブリスを毒殺するとその凶暴性に気づき、マティカと協調して帝位簒奪に歯止めをかけようとする。
一連の騒動後は皇帝資格法の必要性を痛感し、マティカとともに皇帝資格法改めホルテンシオ法を提出。可決させた。
マティカ
ゾンバルと対立する元老院議員の権力者で財務官や神祇官としてのキャリアも持つベテラン官僚。
エクセリオンが軍団司令として赴いたダルキアで行った大量虐殺から独裁者となりうる気配を察しており、対立候補であるインフェリウスを次期皇帝に推そうと考えている。またホルテンシオの才覚には早くから目をつけており、護民官に就任する際も支援を行うなど実質的に師弟とも言えるような間柄となっている。
インフェリウスによるミノタウロス族討伐の真偽を確かめに向かった先でユリナスと遭遇。その神通力を目の当たりにして神であることを確信し、ロマニウムへと招聘する。
その後はインフェリウスに信頼を置くユリナスの支持を受けながらホルテンシオと協力して皇帝資格法の成立を推進すべく活動するも、法案成立まであと一歩のところでホルテンシオが暗殺されてしまい水泡に帰してしまう。
エクセリオンによる皇帝毒殺事件が起こった際は暴走に歯止めをかけるべく声を上げ、エクセリオンの帝位簒奪を認めない意志を表明する。
一連の事件解決後は皇帝資格法を「ホルテンシオ法」に改称して再度提出。無事可決に至った。
『3if』でも同様に元老院議員として登場。ミノタウロス族に蛮族の戦女神が加勢しているというインフェリウスの報告を受け第13軍団基地に向かう道中でユリナス降臨の噂を聞きつけ、女神アジュラに対抗すべくこちらもユリナス神を招聘することをインフェリウスに提案。ユリナスが地上で起こした奇跡を見届ける。
ホルテンシオ
声：風見トーリ
ロマニア帝国護民官の一人。過去の歴史の分析を通じて、若く未熟な人物や軍団経験のない人物が皇帝となって災いを引き起こしたことを知り、「軍団経験があり、30歳以上の者のみが皇帝になれる資格を持つ」という皇帝資格法の制定を準備している。
インフェリウスとは親友であり、忌憚のない意見を言い合う仲だがその実皇帝になりたいあまり前のめりになる姿に対しては危惧を抱いており、それが上記の皇帝資格法を起草する動機ともなっている。
人間界に降臨した神であるユリナスには関心を抱き様々な問いかけをするが、人間の価値観に縛られず真理を突いたユリナスの答えに感嘆し、マティカとともに法案成立のための後押しを依頼する。
その甲斐あってあと一歩で法案成立というところまで漕ぎ着けるも、エクセリオンの指示で動いたウルビヌスに殺害され志半ばで世を去る。
暗殺者A(アー)・B(ベー)・C(ケー)
T字の切れ込みが入った兜を被り、左手首には丸く厚みのある盾を身に着けた間抜けな性格の3人組の自称暗殺者。『1』シリーズに登場した3人とは異なり、ABCはそれぞれアー・ベー・ケーと読む。黒服がＡ、青服がＢ、赤服がＣ。
『3』ではセクトルに魔術の知識を授けるだけの端役だったが『3if』で大幅に出番が増え、ルートによっては天界の神として迎えられたユリナスの下で死後に従者として仕える。

### サブキャラクター(3if、アルテミスの矢・メデューサの願いから登場)
ダルメキス
声：排☆球
『3if』からの追加キャラ。属州の都市のトップである二人委員の一人。穏やかで理性的な性格。
ドロニウムへはカネコネ主催の剣闘試合を観戦するべく都市参事会員を伴って訪れていたが、試合の最中に呪いを受けたパイアが乱入。カネコネの邸宅に一時避難する。
呼び寄せたゾーエの占いから事態の深刻さを悟り、狼狽えるカネコネと市参事会員を抑えてユリナス神の召喚を依頼。期待通りユリナスが降臨しパイアの呪いを解いたのを見て感激し、事件解決後はユリナス神殿の造営を約束する。
その後、パイアに対するカネコネの所業を見て怒り狂うユリナスを鎮めるため、パイアに自由民としての地位とユリナス神殿付の巫女の役職を与えることを提案。カネコネには市参事会員からの除籍処分を下した。
ルクレチア(3ifでは娼婦A表記)
『3if』で地上に降臨したユリナスのもとに、悩みを相談しに訪れた巨乳の娼婦。自身の娼婦としての行いの是非を問いかけるが、ユリナスから肯定されたことで安心して去る。
『3if』では端役のモブキャラだったが、『アルテミスの矢・メデューサの願い』ではモブ娼婦に別途立ち絵が書き起こされ、名ありキャラに昇格。
ユリナスがドロニウムで復活を遂げ天界へと帰った4年後の時点では、ロマニウムのユリナス神殿で神聖娼婦をしている。 持ち前のテクニックを活かしロマニウム随一の人気娼婦となっていたが、ローマ派の聖十字教会からは激しく敵視されている。 終盤ロマニウムを襲撃してきたファルネリアとアジュラを鎮めるべくマティカの指示に従ってユリナス降臨の儀式を執り行い、神々にユリナスの記憶を取り戻させる切っ掛けを作った。
バシリウス司教
ローマ派聖十字教会の司教で、『アルテミスの矢』で登場している。
名前が設定されたのは『アルテミスの矢』からだが、その際のセリフから『3if』のアテナルートでエクセリオンとの会見を終えて宮殿から出てきたユリナスに論争を吹っ掛けた「聖十字教徒X」が彼だったことが語られている。
『3』シリーズにおける聖十字教会はごく最近興ったばかりの新興宗教で、聖人メシアスの教えの下、禁欲的な一神教の信仰を守っている。 そのため多神教のロマニア人とは度々衝突しており、彼らからは怪しいカルト宗教のような扱いを受けている。
特に自身を神と名乗り、しかも性行為であるパイズリを奨励して信仰を集めるユリナスのことは悪魔と決めつけて憎しみを抱いている。同様の理由から、ユリナスの存在とパイズリを受容するゲルニア派聖十字教の教勢が増してきていることにも不満を抱いている。
ユリナスの信仰を失墜させるために自作自演の騒動を引き起こした際、キュクロプスの子供に危害を加えたため、彼らの庇護者であるファルネリアが激怒してロマニウムを襲撃する事態に発展する。暗殺者三人組の証言で捕らえられ、ファルネリアに氷漬けにされて死亡した。
キルマコス司教
ドロニウム改めユリナシアで聖十字教会の司教を務める男。
数年前にユリナスが起こした奇跡と石像からの復活を目のあたりにしており、ユリナスの存在とパイズリを受容する「ゲルニア派」を新たに組織している。
原理主義的なローマ派とは違いユリナスの存在は受け入れているため、ロマニア人にも入信者が増え、ユリナシアを中心とした教団の拡大を成功させている。
暗殺者A(アー)・B(ベー)・C(カー)
3人組の暗殺者で、角張ったチンガードと、ゴーグルのような形状のアイカバーの目立つ兜を被っている。
名前と間抜けな性格こそ一緒だが『3if』に登場した3人組とは外見も含め別人で、性別は女。チンガードが赤いのがA、青いのがB、黒いのがC。
バシリウス司教の一派に金で雇われてユリナシアにキュクロプスをけしかけるように依頼されるが失敗。
ファルネリアとアジュラがロマニウムを襲撃した際、犯人がバシリウス司教であることを証言した。

### オリュンポス十二神
ウェヌス
声：御苑生メイ
『3if』にて登場。オリュンポス十二神の一柱である美と快楽の女神。高貴さと妖艶さを併せ持ち、性にはおおらかな性格である。マルスを始めあまたの異性と関係を持っているが長続きしたためしがない。
アテナとは親しい友であり、本来の愛情深く母性的な性格を天界で唯一知っている。またアテナが自分の素直でない性格に苦悩していることも知っており、度々相談に乗ってやっている。
性に奔放で多数の神々と関係を持っているがその一方で「自分をひたむきに愛してくれる運命の人」との出会いを夢見ており、アポロンの占いで自身が運命の赤い糸で誰かと結ばれている事を知ってからはその人に会いたい想いを募らせている。
アテナ
声：ももぞの薫
『3if』にて登場。オリュンポス十二神の一柱である知恵と武芸の女神。高潔で凛とした性格。本当に尊敬に値する者に身を任せたいと考えており、物語開始時点では処女だった。
常にひねくれた態度で笑顔が少なく人付き合いが悪いため、天界でも友人らしい友人といえば本来の愛情深く母性的な性格を知っているウェヌスかアルテミス程度しかいない。
そのことに関してはだいぶ悩んでもいるらしく、メデューサを呪って冥界に叩き落とした真の理由はそのことで図星を突かれたからである。
ユリナスが地上で為した功績の報賞として「自身が身代わりになってもいいからメデューサの呪いを解く」事を望んだため、
その意志を酌んだペルセポネーと興味を抱いたウェヌスの両神から説得を受けるも「どうせ身代わりになってもいいなど口約束だろう」という理由で頑なに拒む。
しかし面白がったヘルメスから入れ知恵され「本当にそのつもりなのかどうか」を自分で確かめるべく、望み通りメデューサの呪いをユリナスに移した。
アテナルートではユピテルの提案でヘルメスとの競争に勝ったユリナスに褒美としておっぱいビンタを敢行。その衝撃でユリナスは地上へと吹っ飛ばされてしまい、更に身を挺してドロニウムを火山噴火から守ったことでユリナスは石と化してしまう。
自らの行いでユリナスが落命した事を涙ながらに後悔し、彼が無事復活した後はその伴侶となった。
ユピテル
『3if』にて登場。神々のトップで、父と慕われる存在。威厳のある性格で諍いの調停役となることが多い。
実は好色な性格で浮気癖があり、妻のユノー(『アルテミスの矢』ではヘラ表記)と娘のアルテミスは二人とも愛想を尽かして天界とは別の場所にある楽園に引きこもってしまっている。
アテナルートの終盤、ヘルメスとの競争に勝った際の褒美として冗談半分で「アテナのおっぱいビンタ」と言ってしまったことで本当におっぱいビンタを食らったユリナスが地上に吹っ飛ばされてしまい、火山噴火から街を守って石になるきっかけを作ってしまった。
後にユリナスを慕う者たちの尽力で無事復活した際はその事を心から祝福し、彼をオリュンポスの神々に迎えることを宣言した。
アポロン
『3if』にて登場。オリュンポス十二神の一柱で、神と人は交わるべきではないという考えを持っている。
冷静だが融通の効かない性格。また占いの能力に秀で天界の神々の相談役にもなっているが、占いの真意を薄々察していながらその事をあえて伏せて相談者に考えさせようとする癖があり、それが時に騒動に発展することもある。
ストイックな性格に見えるが、欲求を抑えて努めて冷静に振る舞っているだけであり、『アルテミスの矢』でヘルメスが分身の種を持ち込んで呑ませたときには、抑えていた欲求の権化である下品な性格のエロアポロンが分離してしまい騒動を引き起こした。
マルス
『3if』にて登場。
オリュンポス十二神の一柱である戦いの神であり、自らも戦いを趣味とするほど粗暴で好戦的な性格をしているが、一方で自らが人格や高潔さを認めた者に対しては素直に敬意を払う潔い一面もある。
ユリナスのことは当初徹底的に見下していたが、アテナルートでユリナスが自らの身を挺してドロニウムの街を守ったのを知ってその高潔さを認め評価を改める。
ヘルメス
『3if』より登場。オリュンポス十二神の中でも移動速度が速い。一方、面白いことには何にでも関わりたがるトラブルメーカーでもあり、よくいたずらをしたり、ニンフとともに冥界へ遊びに来る。
ニンフからの報告でユリナスが地上の滞在期間を超過する違反を犯したことを知り、ユピテルからユリナスに罰を下す事を任されて冥府に下るが、ユリナスの足の速さに興味を持ち、「競争で自分に勝ったら罰則は無しにしてやる」と勝負を持ちかける。
その条件通りユリナスを天界に呼び出して勝負するが、頭の蛇を味方につけて加速したユリナスに僅差で敗北する。全力の勝負を楽しんだことでユリナスの実力を認め、評価を改める。
度々出所不明のマジックアイテムを手に入れて見せびらかしているが、そのどれもが効果の代わりに代償を伴う物で、『アルテミスの矢』ではそのマジックアイテムが発端で天界の神々全員を巻き込んだ大騒動を引き起こしてしまう。
アルテミス
声：篠原ゆみ
アポロンの双子のきょうだいである女神で、狩猟と貞潔をつかさどる。
かなりの潔癖症であり、隠遁先のエリュシオンから帰った際、アテナらからパイズリを受けるユリナスに激怒した。
ヘルメスが持ち込んだ「忘却の矢」でファローン以外の全ての神々からユリナスの記憶を奪う凶行に出る。
しかしヘルメスの「奪った記憶が大事なものであればあるほど使った際の代償が重く、取り返しのつかないものになる」という説明を聞いていなかったため手当り次第に矢を放ち続け、ついにその呪いで石化させられてしまう。しかしユリナスが自身の乳房でパイズリをすることによって生命を分け与えたため一命を取り留める。
パイズリで助けられた事に屈辱を感じ、「ユリナスに憎悪を抱いたらもう今度は助からない」というヘルメスからの警告を信じずにユリナスに復讐を企てるが本当にそのとおりになってしまい、今度は命よりも大事な純潔をユリナスに捧げることで辛くも助かる。以後はすっかりユリナスにぞっこんになってしまった。

### 冥界
メデューサ
声：姫川あいり
大地の豊穣の女神。
『3if』ではユリナスの親友であり、自らの美しさを自慢したことでアテナの怒りを買い髪を蛇にされた挙句冥界へと突き落とされた後、ユリナスが励まして以来親しくなったという経緯を持つ。また、少しわがままで子供っぽく拗ねることが多いが、困ったちゃんとは異なる人物として設定されている。
『3ifFD』に収録されている「メデューサの願い」では、親友を救うべく「巨乳化の種」を飲み込む。
ペルセポネー
声：和葉
『3if』より登場。ハデスの妻である穀物の女神。心優しく可憐な性格で、夫であるハデスを深く愛する一方彼の手落ちに関しては厳しく叱責する一面も。
ハデス
声：越雪光
『3if』より登場。ユピテルの兄にして、冥界の主。愛妻家で、ペルセポネーの尻に敷かれている。
フェラリウス
声：小次狼
『3if』より登場。フェラチオの神。冥界の宮殿への出入りを許されているという立場から、格下のユリナスを見下すことが多い。
酒造りが好きで、よくニンフらを招いた合コンをする。たまに、ユリナスを人数合わせとして呼ぶも、女性からの評判の悪さを目の当たりにしてはユリナスを怒鳴りつけることが多い。
蛇A・蛇B
アテナに呪われたメデューサの頭に取り憑いていた蛇。生意気な性格で、メデューサの頭にいた頃は大人しくしていたが呪いがユリナスの頭に移動してからは頭を触ろうとしたユリナスの手に噛み付いたり騒ぎ立ててからかったりするようになった。
ユリナスが呪いを引き受けてからはしばらくは上記のようにからかって遊ぶなど生意気な態度を取っていたが、ユリナスがそれにもめげずに自分たちを大切にしたことで次第に心を開く。
顛末はルートによって異なるがいずれの場合でも最後はユリナスの呪いが解けたことによりその役目を終え、彼に感謝しながら世を去る。

## スタッフ
- 企画・シナリオ：鏡裕之
- キャラクターデザイン・原画
  - 『2』：Q-Gaku / 深泥正
  - 『2if』：Q-Gaku / 深泥正 / 只野あきら
  - 『3』：Q-Gaku / 深泥正 [21]
- 背景原画
  - 『2』『2if』：貴誌泰臣
- 音楽
  - 『2』：MadPepper
  - 『2if』：Phantom Brain
- ディレクター
  - 『2』：姫ノ宮レイ、風鈴海老丸
  - 『2if』：姫ノ宮レイ
- プロデューサー：ウシ太郎

## 反響・批評

### 2
『2』は、Getchu.comの「美少女ゲーム大賞2012」のエロ部門にて9位にランクインした。また、ランク外だった総合部門においてもユーザーから「前作同様遊んでいてすがすがしい気持ちになった」と評する声が寄せられた。
ライターのイ・ヤン提督は、ウェブサイト「Media Clip」に寄せた記事の中で、前作のコンセプトを継承するのは大切だし、本作のノリは大好きだが、序盤と終盤はマンネリ感が否めないと指摘しており、Hシーンについても同様に工夫がほしかったとしている。一方で、イ・ヤン提督は中盤に描かれるエルフ王国との戦いは胸が熱くなると評しており、『巨乳ファンタジー』のファンにとっては鉄板といえる秀作と評価している。

### 2if
Game-Style上のユーザーレビューのうち、5.9%が「期待を遥かに上回る作品だった」、23.5%が「期待を上回る作品だった」、52.9%が「期待通りの作品で満足できた」という評価だった。
ユーザーからは「シナリオのボリュームが大きく、リメイク元である『2』における不満点が解消されていた」といった評価がWaffleに寄せられた一方、「メーカーから配布された修正パッチを適用してもまだシナリオ上に不整合点が残る」という評価も寄せられた。

### 3
Game-Style上のユーザーレビューのうち、30.8%が「期待を上回る作品だった」と答え、38.5%が「期待通りの作品で満足できた」と答えた一方、15.4%が「期待通りだったが物足りなさを感じた」と答え、「少し期待はずれな作品だった」と「完全に期待はずれだった」が同率で7.7%だった。
ユーザーからは「世界観の刷新ときいて、期待と不安があったが、楽しく遊ぶことができた」といった評価がWaffleに寄せられた一方、「巨乳とエロを楽しめたけど、グラフィックが少し雑だったのが気になった」「ヒロインの扱いに落差がある」といった指摘も寄せられた。

## 関連商品

### 画集
巨乳シリーズアートワークス
2011年7月30日発売 / 発行：コアマガジン / ISBN 978-4-86436-093-7
『1』『外伝』『魔女』の3作品のイラストを収録。
巨乳幻想-巨乳ファンタジー コンプリート-

### ノベライズ
巨乳ファンタジー2
著：鏡裕之 / 原作：Waffle / 挿絵：Q-Gaku、深泥正 / 発行：PARADIGM NOVELS
- 魔乳辺境篇（パラダイムノベルス 528） 2012年8月10日発売 / ISBN 978-4-89490-228-2
- 貴乳争乱篇（パラダイムノベルス 529） 2012年9月28日発売 / ISBN 978-4-89490-229-9